# Парламентские выборы в Руанде (2018)
Парламентские выборы 2018 года в Руанде проходили 3 сентября для избрания 53 депутатов нижней палаты Парламента Руанды. Руандийцы, живущие за рубежом, голосовали днём ранее.
В результате правящая коалиция Руандийский патриотический фронт получила 40 из 53 избираемых мест парламента и, хотя потеряла абсолютное большинство 80-местной палаты депутатов, осталась крупнейшей парламентской фракцией. Впервые в парламент вошли представители Демократической зелёной партии и Социальной партии «Имберакури». Из 80 мест парламента 49 мест (61 %) заняли женщины, что сделало Раунду страной с наивысшим в мире представительством женщин в парламенте. Впервые в истории Руанды с 1994 г. — окончания геноцида и прихода к власти Поля Кагаме — по-настоящему оппозиционная партия получила места в парламенте, в то время как остальные партии связаны с правящим РПФ.

## Избирательная система
Нижняя палата парламента Руанды, Палата депутатов, состоит из 80 депутатов, которые избираются двумя путями. 53 депутата избираются в ходе прямых выборов в едином национальном избирательном округе с 5%-м избирательным барьером. Места распределяются пропорционально между партиями методом Гамильтона. Остальные 27 членов палаты избираются в ходе непрямых выборов в местных и национальном советах, причём 24 места зарезервировано для женщин (по 6 для Восточной, Южной и Западной провинций, 4 — для Северной провинции и 2 — для провинции Кигали), два места — для молодёжи и одно место — для представителей инвалидов.

## Результаты
В выборах участвовало около 7,1 млн избирателей.

Партийный состав Палаты депутатов (2018)

| Партия                                                              | Партия                                       | Партия                                       | Партия                           | Голоса    | %     | Места | +/−   |
| ------------------------------------------------------------------- | -------------------------------------------- | -------------------------------------------- | -------------------------------- | --------- | ----- | ----- | ----- |
|                                                                     | Коалиция Руандийского патриотического фронта | Коалиция Руандийского патриотического фронта | Руандийский патриотический фронт | 4 926 366 | 73,95 | 36    | −1    |
| Центристская демократическая партия                                 | Коалиция Руандийского патриотического фронта | Коалиция Руандийского патриотического фронта | 1                                | 4 926 366 | 73,95 | 0     |       |
| Идеальная демократическая партия                                    | Коалиция Руандийского патриотического фронта | Коалиция Руандийского патриотического фронта | 1                                | 4 926 366 | 73,95 | 0     |       |
| Партия прогресса и согласия                                         | Коалиция Руандийского патриотического фронта | Коалиция Руандийского патриотического фронта | 1                                | 4 926 366 | 73,95 | 0     |       |
| Демократический союз народа Руанды                                  | Коалиция Руандийского патриотического фронта | Коалиция Руандийского патриотического фронта | 1                                | 4 926 366 | 73,95 | +1    |       |
| Социалистическая партия                                             | Коалиция Руандийского патриотического фронта | Коалиция Руандийского патриотического фронта | 0                                | 4 926 366 | 73,95 | −1    |       |
|                                                                     | Социал-демократическая партия                | Социал-демократическая партия                | Социал-демократическая партия    | 586 215   | 8,80  | 5     | −2    |
|                                                                     | Либеральная партия                           | Либеральная партия                           | Либеральная партия               | 479 631   | 7,20  | 4     | −1    |
|                                                                     | Социальная партия «Имберакури»               | Социальная партия «Имберакури»               | Социальная партия «Имберакури»   | 304 231   | 4,57  | 2     | +2    |
|                                                                     | Демократическая зелёная партия               | Демократическая зелёная партия               | Демократическая зелёная партия   | 302 778   | 4,55  | 2     | новая |
|                                                                     | Независимые                                  | Независимые                                  | Независимые                      | 62 293    | 0,94  | 0     | -     |
|                                                                     | Избираемые непрямым способом                 | Избираемые непрямым способом                 | Избираемые непрямым способом     | -         | -     | 27    | -     |
| Всего                                                               | Всего                                        | Всего                                        | Всего                            | 6 661 514 | 100   | 80    | 0     |
| Источник: NEC Архивная копия от 11 сентября 2020 на Wayback Machine |                                              |                                              |                                  |           |       |       |       |